# Sophie-Louise de Wurtemberg
Sophie-Louise de Wurtemberg, née le 19 février 1642 à Stuttgart et morte le 3 octobre 1702 à Bayreuth, est la fille d'Eberhard VII de Wurtemberg, duc de Wurtemberg de 1628 à 1674, et d'Anne-Catherine de Salm-Kyrbourg.

## Biographie
Elle épouse Christian-Ernest de Brandebourg-Bayreuth, margrave de Brandebourg-Bayreuth de 1655 à 1712, veuf de l'année précédente de Sophie de Saxe-Meissen. Le mariage est célébré à Stuttgart le 8 février 1671.
Sophie-Louise donne à son mari six enfants :
- Christiane-Eberhardine (29 décembre 1671, Bayreuth – 5 septembre 1727, Pretzsch)
- Éléonore-Madeleine (24 janvier 1673, Bayreuth – 13 décembre 1711, Ettlingen)
- Claudia-Éléonore-Sophie (4 juillet 1675, Bayreuth – 11 février 1676, Bayreuth)
- Charlotte-Émilie (4 juin 1677, Bayreuth – 15 février 1678, Bayreuth)
- Georges-Guillaume (26 novembre 1678, Bayreuth – 18 décembre 1726, Bayreuth)
- Charles-Louis (21 novembre 1679, Bayreuth – 7 avril 1680, Bayreuth)

Elle meurt le 3 octobre 1702 et est enterrée à Bayreuth. Son mari se remarie l'année suivante avec Élisabeth-Sophie de Brandebourg et ils n'ont pas d'autres enfants. Parmi les enfants survivants, Georges-Guillaume devient margrave à la mort de son père en 1712, alors que Christiane-Eberhardine se marie en 1693 à Frédéric-Auguste de Saxe, roi de Pologne.